# Jacques Simonet
Jacques Simonet (ur. 21 grudnia 1963 w Watermael-Boitsfort, zm. 14 czerwca 2007 w Anderlechcie) – belgijski francuskojęzyczny polityk, prawnik i samorządowiec, w latach 1999–2000 i w 2004 minister-prezydent Regionu Stołecznego Brukseli.

## Życiorys
Ukończył studia prawnicze na Université Libre de Bruxelles, po czym od 1986 praktykował jako adwokat. Zaangażował się w działalność walońskiej Partii Reformatorsko-Liberalnej. Był m.in. sekretarzem generalnym tej partii, współtworzącej od 2002 federacyjny Ruch Reformatorski. Był radnym prowincji, radnym rady i posłem do parlamentu Regionu Stołecznego Brukseli. W latach 1992–2003 sprawował mandat deputowanego do Izby Reprezentantów. Od 2000 zajmował stanowisko burmistrza Anderlechtu. Dwukrotnie pełnił również funkcję ministra-prezydenta Regionu Stołecznego Brukseli, po raz pierwszy od lipca 1999 do października 2000, a po raz drugi od lutego do lipca 2004.
Jacques Simonet był żonaty, miał dwoje dzieci (Henriego i Eléonore). Jego ojcem był polityk Henri Simonet. W ostatnich miesiącach życia chorował na zatorowość płucną, z powodu której zmarł.
Odznaczony m.in. Orderem Leopolda IV klasy.